# Akwaba
 (février 2017).
Si vous disposez d'ouvrages ou d'articles de référence ou si vous connaissez des sites web de qualité traitant du thème abordé ici, merci de compléter l'article en donnant les références utiles à sa vérifiabilité et en les liant à la section « Notes et références ».
Albums de Alpha Blondy
L'Essentiel
(2004) Jah Victory
(2007)
Akwaba est une compilation du chanteur de reggae ivoirien Alpha Blondy parue en 2005.
Le titre Akwaba signifie bienvenue en dialecte twi, parlé au Ghana.

## Liste des titres
| 1.    | Sweet sweet (avec Lester Bilal)                           | 3:38 |
| 2.    | Brigadier Sabari                                          | 4:44 |
| 3.    | Yana de fohi (avec Magic System)                          | 3:06 |
| 4.    | Apartheid is nazism                                       | 4:47 |
| 5.    | Cocody rock Remix (avec Nèg' Marrons)                     | 4:10 |
| 6.    | Jerusalem (enregistré avec les Wailers)                   | 7:49 |
| 7.    | Banana poyo (Remix)                                       | 3:39 |
| 8.    | Black samourai                                            | 4:37 |
| 9.    | Rasta poue                                                | 5:21 |
| 10.   | Travailler c'est trop dur (enregistré avec Mokobé du 113) | 3:51 |
| 11.   | Rendez vous (Cool Summer Mix)                             | 3:30 |
| 12.   | Assinie mafia                                             | 4:50 |
| 13.   | Masada                                                    | 4:54 |
| 14.   | Wari                                                      | 4:50 |
| 15.   | Young Guns (enregistré avec UB40)                         | 4:07 |
| 16.   | Sweet Fanta Dialo                                         | 5:15 |
| 73:21 |                                                           |      |